# Voralpen-Express
| Logo des Voralpen-Expresses |                      |                                      |                                      |
| Fahrplanfeld: | 670, 870             |                                      |                                      |
| Streckenlänge: | 125 km               |                                      |                                      |
| Spurweite: | 1435 mm (Normalspur) |                                      |                                      |
| Stromsystem: | 15 kV 16,7 Hz ~      |                                      |                                      |
| Maximale Neigung: | 50 ‰                 |                                      |                                      |
| Minimaler Radius: | 150 m                |                                      |                                      |
| |                      |                                      |                                      |
| St. Gallen–Rapperswil–Luzern |                      |                                      |                                      |
| \| \| \| SBB von Kreuzlingen \| \| \| \| 0.00 \| Romanshorn bis 2013 \| 399 m ü. M. \| \| \| \| SBB nach Winterthur \| \| \| \| \| SBB nach Rorschach \| \| \| \| 3.03 \| Neukirch-Egnach bis 2013 \| 412 m ü. M. \| \| \| 5.31 \| Steinebrunn bis 2013 \| 448 m ü. M. \| \| \| 7.29 \| Muolen bis 2013 \| 479 m ü. M. \| \| \| 9.57 \| Häggenschwil-Winden bis 2013 \| 512 m ü. M. \| \| \| 12.84 \| Roggwil-Berg bis 2013 \| 560 m ü. M. \| \| \| 15.62 \| Wittenbach bis 2013 \| 603 m ü. M. \| \| \| \| SBB von Rorschach \| \| \| \| 19.1378.16 \| St. Gallen St. Fiden bis 2013 \| 645 m ü. M. \| \| \| \| AB von Trogen \| \| \| \| 80,4921,42 \| St. Gallen \| 670 m ü. M. \| \| \| \| AB nach Appenzell \| \| \| \| \| SBB nach Gossau–Wil \| \| \| \| \| Sitterviadukt \| \| \| \| \| AB von Gossau \| \| \| \| 29,73 \| Herisau \| 744 m ü. M. \| \| \| \| AB nach Appenzell \| \| \| \| 37,10 \| Degersheim bis 2013 \| 799 m ü. M. \| \| \| \| Wasserfluhtunnel (3556 m) \| \| \| \| \| SBB von Wil \| \| \| \| 53,1620,01 \| Wattwil \| 614 m ü. M. \| \| \| \| SOB nach Nesslau-Neu St.Johann \| \| \| \| \| Rickentunnel (8603 m) \| \| \| \| 30,98 \| Kaltbrunn bis 2013 \| 470 m ü. M. \| \| \| \| SBB von Ziegelbrücke \| \| \| \| 34,3846,33 \| Uznach \| 410 m ü. M. \| \| \| 49,33 \| Schmerikon bis 2023 \| 408 m ü. M. \| \| \| \| SBB von Zürich über Uster und Meilen \| \| \| \| 49,330,02 \| Rapperswil SG \| 409 m ü. M. \| \| \| \| Seedamm \| \| \| \| \| SBB von Ziegelbrücke \| \| \| \| 4,02 \| Pfäffikon SZ \| 412 m ü. M. \| \| \| \| SBB nach Wädenswil–Zürich \| \| \| \| 8,30 \| Wollerau[1] bis 2015 \| 504 m ü. M. \| \| \| \| SOB von Wädenswil \| \| \| \| 18.42 \| Biberbrugg \| 829 m ü. M. \| \| \| \| SOB nach Einsiedeln \| \| \| \| 25,65 \| Rothenthurm seit 2015 \| 923 m ü. M. \| \| \| \| SBB von Chiasso \| \| \| \| 38,638,87 \| Arth-Goldau \| 510 m ü. M. \| \| \| \| RB nach Rigi Kulm \| \| \| \| \| SBB nach Zug \| \| \| \| 0,2619,18 \| SBB nach Rotkreuz \| SBB nach Rotkreuz \| \| \| 16,19 \| Küssnacht am Rigi \| 457 m ü. M. \| \| \| 10,72 \| Meggen[2] bis 2006 \| 472 m ü. M. \| \| \| 9,86 \| Meggen Zentrum seit 2006 \| 469 m ü. M. \| \| \| 6,14 \| Luzern Verkehrshaus \| 437 m ü. M. \| \| \| \| SBB von Rotkreuz und Lenzburg \| \| \| \| 2.2292,85 \| SBB von Bern und Olten \| SBB von Bern und Olten \| \| \| \| ZB von Interlaken und Engelberg \| \| \| \| 95,09 \| Luzern \| 436 m ü. M. \| |                      |                                      |                                      |
| Strecke (außer Betrieb) |                      | SBB von Kreuzlingen                  | SBB von Kreuzlingen                  |
| Bahnhof (Strecke außer Betrieb) | 0.00                 | Romanshorn bis 2013                  | 399 m ü. M.                          |
| Abzweig geradeaus und nach rechts (Strecke außer Betrieb) |                      | SBB nach Winterthur                  | SBB nach Winterthur                  |
| Abzweig geradeaus und nach links (Strecke außer Betrieb) |                      | SBB nach Rorschach                   | SBB nach Rorschach                   |
| Bahnhof (Strecke außer Betrieb) | 3.03                 | Neukirch-Egnach bis 2013             | 412 m ü. M.                          |
| Haltepunkt / Haltestelle (Strecke außer Betrieb) | 5.31                 | Steinebrunn bis 2013                 | 448 m ü. M.                          |
| Bahnhof (Strecke außer Betrieb) | 7.29                 | Muolen bis 2013                      | 479 m ü. M.                          |
| Bahnhof (Strecke außer Betrieb) | 9.57                 | Häggenschwil-Winden bis 2013         | 512 m ü. M.                          |
| Bahnhof (Strecke außer Betrieb) | 12.84                | Roggwil-Berg bis 2013                | 560 m ü. M.                          |
| Bahnhof (Strecke außer Betrieb) | 15.62                | Wittenbach bis 2013                  | 603 m ü. M.                          |
| Abzweig geradeaus und von links (Strecke außer Betrieb) |                      | SBB von Rorschach                    | SBB von Rorschach                    |
| Bahnhof (Strecke außer Betrieb) | 19.1378.16           | St. Gallen St. Fiden bis 2013        | 645 m ü. M.                          |
| Strecke (außer Betrieb) · U-Bahn-Strecke von links |                      | AB von Trogen                        | AB von Trogen                        |
| Kopfbahnhof Strecke bis hier außer Betrieb · Bahnhof mit U-Bahn Streckenanfang | 80,4921,42           | St. Gallen                           | 670 m ü. M.                          |
| Abzweig geradeaus und nach links · Strecke nach links und von rechts |                      | AB nach Appenzell                    | AB nach Appenzell                    |
| Kreuzung geradeaus oben · Strecke nach rechts |                      | SBB nach Gossau–Wil                  | SBB nach Gossau–Wil                  |
| Brücke über Wasserlauf |                      | Sitterviadukt                        | Sitterviadukt                        |
| Kreuzung geradeaus unten · Strecke von rechts |                      | AB von Gossau                        | AB von Gossau                        |
| Bahnhof · Bahnhof | 29,73                | Herisau                              | 744 m ü. M.                          |
| Strecke · Strecke nach links |                      | AB nach Appenzell                    | AB nach Appenzell                    |
| ehemaliger Bahnhof | 37,10                | Degersheim bis 2013                  | 799 m ü. M.                          |
| Tunnel |                      | Wasserfluhtunnel (3556 m)            | Wasserfluhtunnel (3556 m)            |
| Abzweig geradeaus und von rechts |                      | SBB von Wil                          | SBB von Wil                          |
| Bahnhof | 53,1620,01           | Wattwil                              | 614 m ü. M.                          |
| Abzweig geradeaus und nach links |                      | SOB nach Nesslau-Neu St.Johann       | SOB nach Nesslau-Neu St.Johann       |
| Tunnel |                      | Rickentunnel (8603 m)                | Rickentunnel (8603 m)                |
| ehemaliger Bahnhof | 30,98                | Kaltbrunn bis 2013                   | 470 m ü. M.                          |
| Abzweig geradeaus und von links |                      | SBB von Ziegelbrücke                 | SBB von Ziegelbrücke                 |
| Bahnhof | 34,3846,33           | Uznach                               | 410 m ü. M.                          |
| ehemaliger Bahnhof | 49,33                | Schmerikon bis 2023                  | 408 m ü. M.                          |
| Abzweig geradeaus und von rechts |                      | SBB von Zürich über Uster und Meilen | SBB von Zürich über Uster und Meilen |
| Bahnhof | 49,330,02            | Rapperswil SG                        | 409 m ü. M.                          |
| Brücke |                      | Seedamm                              | Seedamm                              |
| Abzweig geradeaus und von links |                      | SBB von Ziegelbrücke                 | SBB von Ziegelbrücke                 |
| Bahnhof | 4,02                 | Pfäffikon SZ                         | 412 m ü. M.                          |
| Abzweig geradeaus und nach rechts |                      | SBB nach Wädenswil–Zürich            | SBB nach Wädenswil–Zürich            |
| ehemaliger Bahnhof | 8,30                 | Wollerau bis 2015                    | 504 m ü. M.                          |
| Abzweig geradeaus und von rechts |                      | SOB von Wädenswil                    | SOB von Wädenswil                    |
| Bahnhof | 18.42                | Biberbrugg                           | 829 m ü. M.                          |
| Abzweig geradeaus und nach links |                      | SOB nach Einsiedeln                  | SOB nach Einsiedeln                  |
| Bahnhof | 25,65                | Rothenthurm seit 2015                | 923 m ü. M.                          |
| Abzweig geradeaus und von links |                      | SBB von Chiasso                      | SBB von Chiasso                      |
| Bahnhof · Kopfbahnhof Streckenanfang | 38,638,87            | Arth-Goldau                          | 510 m ü. M.                          |
| Strecke · Strecke nach links |                      | RB nach Rigi Kulm                    | RB nach Rigi Kulm                    |
| Abzweig geradeaus und nach rechts |                      | SBB nach Zug                         | SBB nach Zug                         |
| Abzweig geradeaus und nach rechts | 0,2619,18            | SBB nach Rotkreuz                    | SBB nach Rotkreuz                    |
| Bahnhof | 16,19                | Küssnacht am Rigi                    | 457 m ü. M.                          |
| ehemaliger Bahnhof | 10,72                | Meggen bis 2006                      | 472 m ü. M.                          |
| Bahnhof | 9,86                 | Meggen Zentrum seit 2006             | 469 m ü. M.                          |
| Bahnhof | 6,14                 | Luzern Verkehrshaus                  | 437 m ü. M.                          |
| Abzweig geradeaus und von rechts |                      | SBB von Rotkreuz und Lenzburg        | SBB von Rotkreuz und Lenzburg        |
| Abzweig geradeaus und von rechts | 2.2292,85            | SBB von Bern und Olten               | SBB von Bern und Olten               |
| Strecke von rechts · Strecke |                      | ZB von Interlaken und Engelberg      | ZB von Interlaken und Engelberg      |
| Kopfbahnhof Streckenende · Kopfbahnhof Streckenende | 95,09                | Luzern                               | 436 m ü. M.                          |

Voralpen-Express, kurz VAE, ist der Name eines Interregio-Zuges der Schweizerischen Südostbahn (SOB), der seit 1992 St. Gallen über Rapperswil und Arth-Goldau im Stundentakt mit Luzern verbindet. Seit dem Fahrplanwechsel 2019 ist der Voralpen-Express mit neuem Rollmaterial «Traverso» von Stadler Rail unterwegs. Bis Dezember 2019 wurden hauptsächlich modernisierte und klimatisierte Revvivo-Wagen eingesetzt. Früher verkehrte der Voralpen-Express ab Romanshorn.

## Geschichte

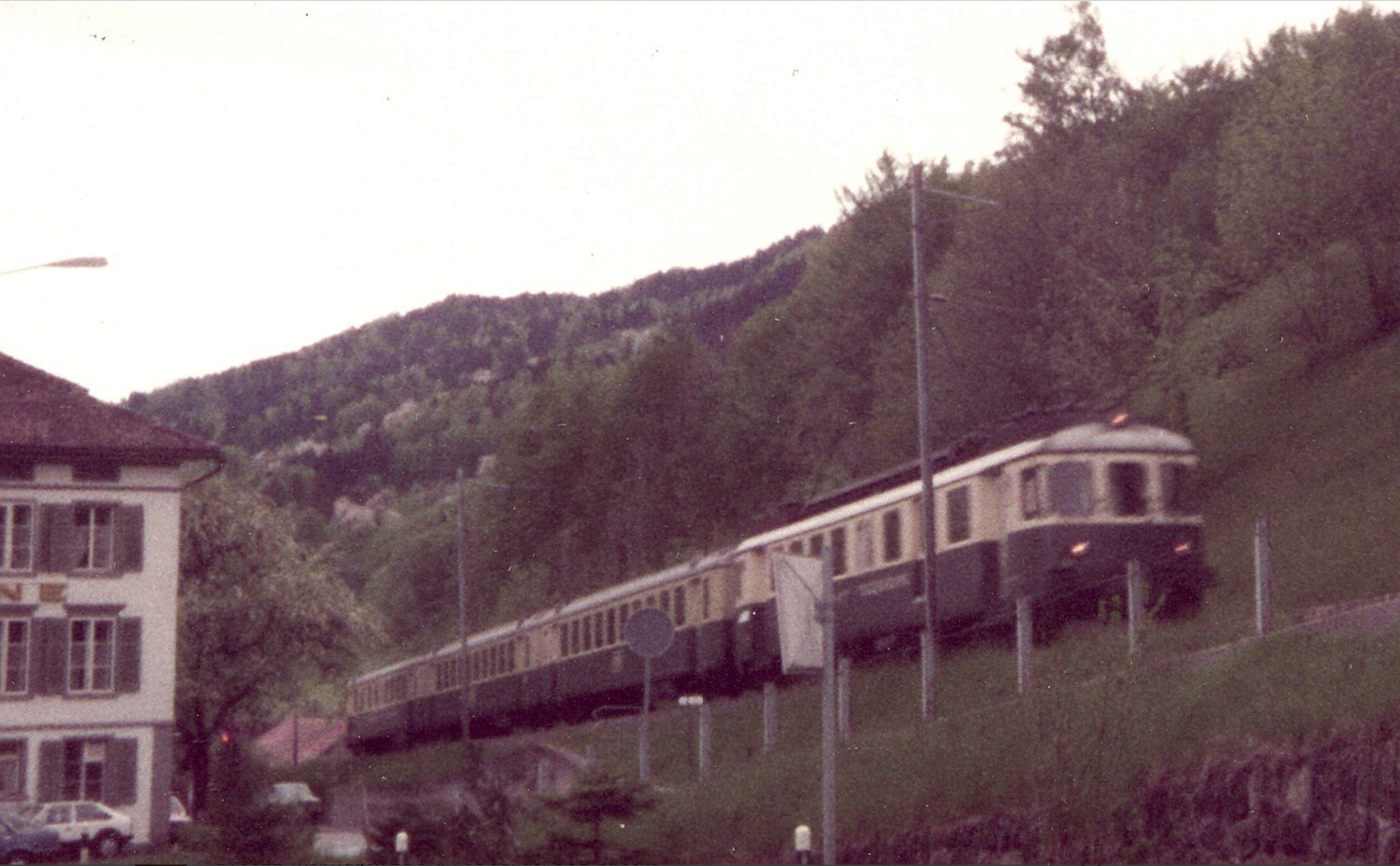
Zug mit BDe 4/4 der Bodensee-Toggenburg-Bahn (BT) 1983 bei Sattel

Durch die enge Zusammenarbeit der Bodensee-Toggenburg-Bahn (BT), der Schweizerischen Südostbahn (SOB) und der Schweizerischen Bundesbahnen (SBB) verkehren seit 1940, also seit der durchgehenden Elektrifizierung der gesamten Strecke, Schnellzüge zwischen Romanshorn und Arth-Goldau. Rollmaterial und Personal wurden gemeinsam gestellt. Ab 1947 wurde zunächst ein Zugspaar nach Luzern verlängert, die sogenannte «Direkte Linie Nordostschweiz-Zentralschweiz» war geboren. Die Zahl der direkten Züge blieb aber gering. 1981 waren es zwei Züge bis und drei Züge ab Luzern, die aber bis/ab Arth-Goldau als Regionalzüge mit anderer Zugsnummer fuhren (Zugspaare 966-1529/1532-975, Luzern an/ab 10.15/11.27, 1556-983 ab 16.19, 980-1557/1564-987 an/ab 16.05/17.42). Die Fahrzeit St. Gallen–Luzern oder umgekehrt betrug 2 Stunden 15 Minuten bis 2 Stunden 48 Minuten, und nur das Zugspaar 980/987 führte einen Buffetwagen der BT. Weitere Zugspaare mit Buffetwagen verkehrten nur auf dem Abschnitt (Romanshorn–) St. Gallen–Arth-Goldau.

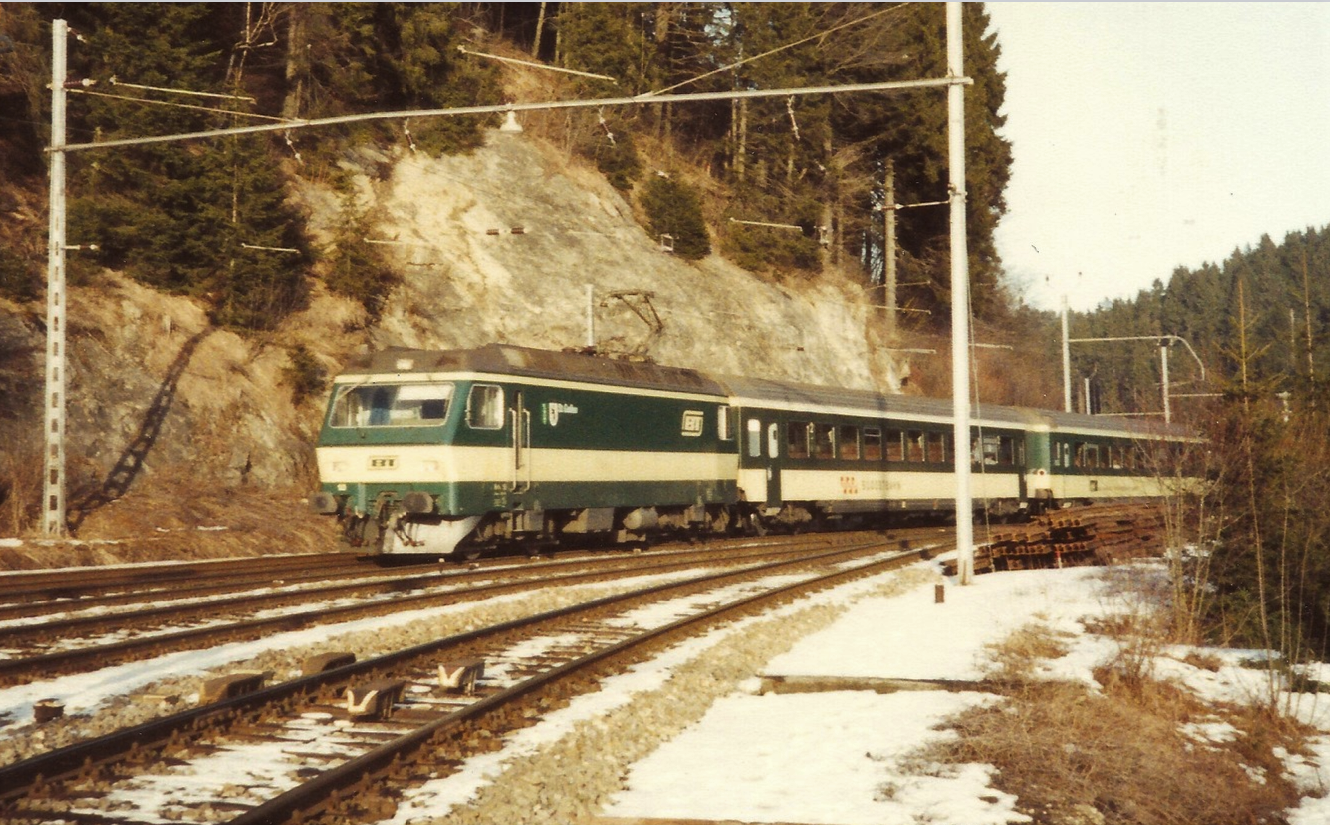
Voralpen-Express mit Re 4/4 der BT und Einheitswagen IV in Biberbrugg

1982 wurde schweizweit der Taktfahrplan eingeführt; und nun verkehrte zweistündlich ein Zugspaar Romanshorn–Luzern, die Fahrzeit St. Gallen–Luzern sank generell auf 2 Stunden 12 Minuten, hingegen wurde der Buffetwagenbetrieb aufgegeben. Ab 1991 wurde der Zug mit Intercity-Wagen hinter einer Lokomotive geführt. Im Kursbuch 1992/93 erschien erstmals der Name «Voralpen-Express», ab Mai 1998 wurden die Züge als InterRegio klassiert. Nachdem in den Zwischenstunden bereits Regionalzüge der BT und der SOB in Rapperswil durchgebunden worden waren, verkehrte ab Mai 1995 in den Zwischenstunden ein Schnellzug mit gleichen Fahrzeiten wie der VAE bis/ab Arth-Goldau, ab 1997 kamen dafür Revvivo-Wagen zum Einsatz.
1999 wurde der Voralpen-Express ein Joint Venture der BT, SOB und SBB (je ⅓; seit der Fusion von BT und SOB 2002: ⅔ SOB, ⅓ SBB); und die Züge wurden im Stundentakt mit Revvivo-Wagen im VAE-Design als Lokpendel geführt. Zwischen Romanshorn und Luzern wurden dreizehn Zugspaare angeboten (erster Zug Romanshorn ab 06.34, Luzern ab 07.40), dazu kamen zwei Züge Romanshorn beziehungsweise St. Gallen–Rapperswil am Abend und zwei, werktags drei Züge Rapperswil–Romanshorn am Morgen.

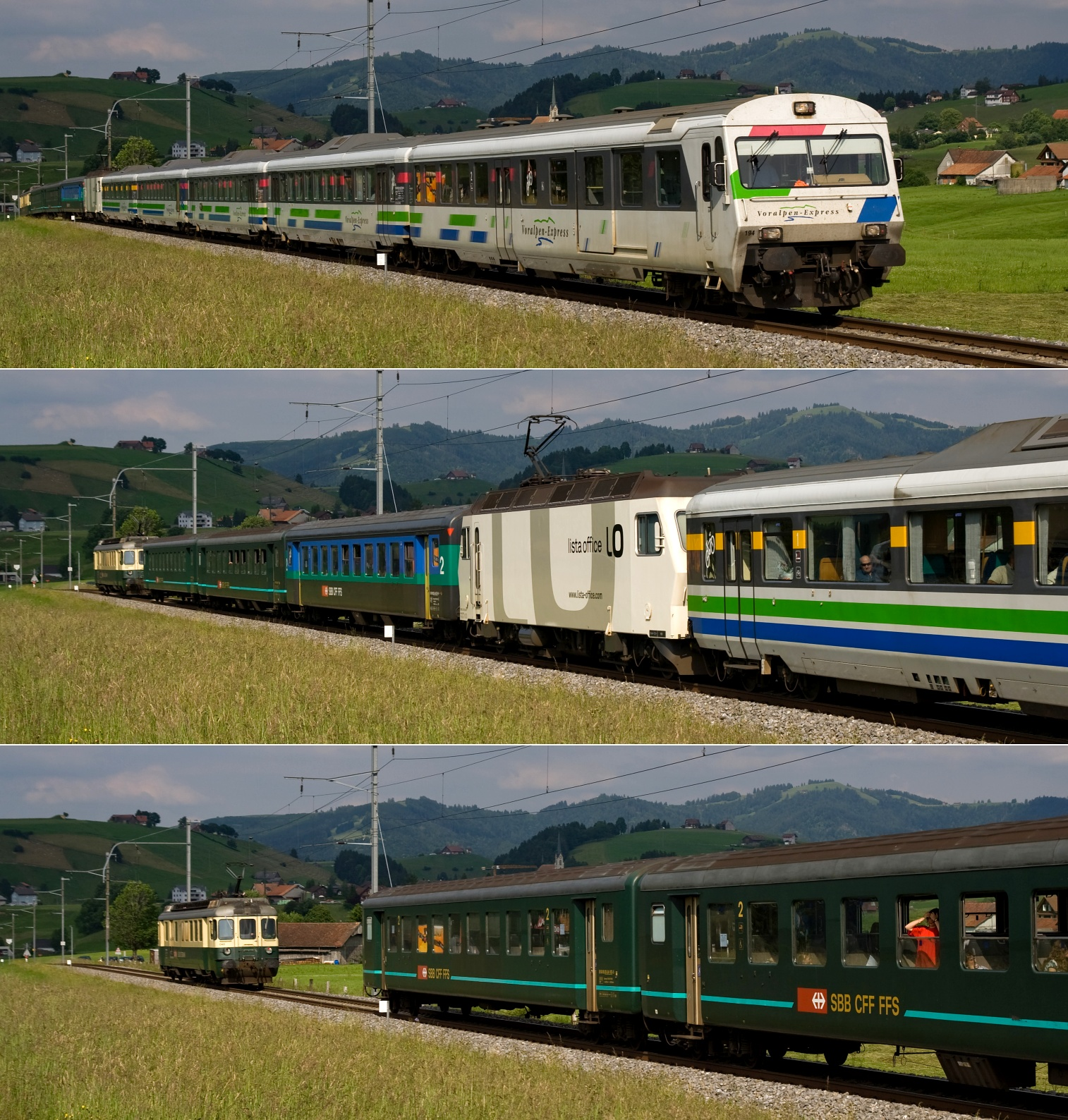
Voralpen-Express mit drei grünen Zusatzwagen und gelb/grünem BDe 4/4 als Schiebetriebwagen

Wegen der 50-Promille-Steilrampen zwischen Pfäffikon bzw. Arth-Goldau und Altmatt bzw. Biberegg benötigten Züge mit mehr als sechs Wagen (Grundkomposition plus ein Zusatzwagen) Vorspann oder Schub. Das Beistellen beziehungsweise Wegstellen der Verstärkungswagen verteuerte den Betrieb. Zunächst wurde deshalb versucht, die noch nicht abgeschriebenen Revvivo-Wagen zu verkaufen, was aber nicht gelang. Schliesslich konnte sich die Südostbahn mit den Bestellern (Bund und Kantone) darauf einigen, dass ab Inbetriebnahme der S-Bahn St. Gallen 2013 ein Übergangskonzept umgesetzt wurde, das den weitgehenden Verzicht auf Verstärkungen erlaubt. Auf das Fahrplanjahr 2019 wurde neues Rollmaterial beschafft.
Seit dem 15. Dezember 2013 liegt die Verantwortung für den gesamten Zugslauf bei der Südostbahn. Im neuen S-Bahn-Konzept wendet der Voralpen-Express in St. Gallen, wodurch eine Komposition frei wurde, was jedoch nicht ausreichte, um alle Kompositionen auf sieben Wagen (respektive zwei Triebwagen plus sechs Wagen) zu verlängern. Es musste deshalb auf die letzte Generation NPZ-Wagen, die noch durch die BT und die «alte» SOB beschafft worden waren, zurückgegriffen werden. Nachteil war, dass diese Wagen nicht klimatisiert waren (was bis dahin nur auf den Steuerwagen zutraf), womit der volle Komfort nicht mehr gewährleistet war.
Bis Dezember 2013 übernahm der Voralpen-Express auf dem Abschnitt St. Gallen–Romanshorn die Funktion eines Regionalzuges und hielt an den meisten Stationen. Auf dem heutigen Einsatzgebiet (St. Gallen–Luzern) entspricht die Haltestellenfrequenz dem eines RegioExpress. Im Fahrplan erschien der Voralpen-Express aber bis Dezember 2013 als InterRegio (IR). Zum Fahrplanwechsel im Dezember 2013 war VAE als eigene Zugskategorie eingeführt worden. Ab Dezember 2019 wurden die individuellen Zugskategorien aufgehoben. Der VAE wurde zunächst als PE PanoramaExpress eingereiht, aber noch während des Fahrplanjahrs zum IR InterRegio umkategorisiert. Der Name Voralpen-Express bleibt als Zugsname.

## Rollmaterial

### Seit 2019
| SOB RABe 526                                                      | SOB RABe 526                                   | SOB RABe 526                                  |
| ----------------------------------------------------------------- | ---------------------------------------------- | --------------------------------------------- |
| Bauartbezeichnung:                                                | RABe 526                                       | RABe 526                                      |
| SOB-Bezeichnung:                                                  | Traverso                                       | Flirt 3                                       |
| Voralpen-Express mit Traverso (kupferfarben) und Flirt 3 (silber) |                                                |                                               |
| Nummerierung:                                                     | 526 101/201–124/224                            | 526 001–010                                   |
| Achsformel:                                                       | B0'2'2'2'B0' + B0'2'2'2'B0'                    | B0'2'2'2'B0'                                  |
| Länge über Kupplung:                                              | 150,2 m                                        | 77,1 m                                        |
| Fahrzeugmasse:                                                    | ca. 260 t                                      | ca. 130 t                                     |
| Höchstgeschwindigkeit:                                            | 160 km/h                                       | 160 km/h                                      |
| Maximalleistung:                                                  | 5200 kW                                        | 2600 kW                                       |
| Stundenleistung:                                                  | 4000 kW                                        | 2000 kW                                       |
| Anfahrzugkraft:                                                   | 400 kN bis 47 km/h                             | 200 kN bis 47 km/h                            |
| Sitzplätze:                                                       | 68 (1. Klasse) 291 (2. Klasse) 25 (Klappsitze) | 22 (1. Klasse) 175 (2. Klasse) 8 (Klappsitze) |
| Fussbodenhöhe:                                                    | 600 mm                                         | 600 mm                                        |

Im Dezember 2019 lösten sechs 8-teilige und fünf 4-teilige neue Flirt 3 von Stadler Rail das bisherige Rollmaterial des Voralpen-Express ab. Die achtteiligen Züge werden von der Südostbahn als Traverso (ital. für quer) bezeichnet. Die Ersatzbeschaffung des Voralpen-Express löste ein Investitionsvolumen von 170 Mio. Franken aus.
Fünf der 150 Meter langen RABe 526 100/200 werden für den Stundentakt St. Gallen–Luzern benötigt, der sechste Traverso dient als betriebliche Reserve. Die achtteiligen Triebzüge bestehen aus zwei mit halbautomatischer Kupplung verbundenen Einheiten mit je einem Führerstand. Für den Unterhalt in den 75 Meter langen Werkstätten in Herisau und Samstagern werden die Traverso getrennt. Sie verfügen über eine Fernverkehrsausstattung mit 68 Plätzen erster und 291 Sitzplätzen zweiter Klasse, Ski- und Velobereich, zwei Bistrozonen mit Getränke- und Imbissautomaten sowie drei Toiletten und entsprechen dem Behindertengleichstellungsgesetz. Die Südostbahn legt viel Wert auf Komfort. Die Sitze der zweiten Klasse verwenden die SBB in ihrem Fernverkehrs-Flirt in der ersten Klasse. Die Traverso sind kupferfarben mit einem rot umrahmten schwarzen Fensterband lackiert. Damit sie auf dem 50 Promille steilen Südnetz der SOB die nötige Zugkraft erreichen, werden sie von vier Triebgestellen angetrieben. Am 6. Juni 2018 wurde der erste Zug den Medien vorgestellt. Anschliessend wurden die Fahrzeuge geprüft und verschiedenen Tests unterzogen.
Die 77 Meter langen vierteiligen RABe 526 000 Flirt sind als S-Bahn-Züge konzipiert mit verhältnismässig wenig Sitzplätzen erster Klasse und nur einer Toilette. Sie sind mit den 23 bereits vorhandenen Flirt der SOB kompatibel und haben ein ähnliches rot-silbernes Farbschema, sind aber wegen der verschärften Crash-Anforderungen etwa 6 Tonnen schwerer als ihre Vorgänger. Sie dienen in erster Linie als Verstärkungsmodule auf dem nachfragestarken Abschnitt St. Gallen–Rapperswil, können aber auch im S-Bahn-Verkehr eingesetzt werden. Traverso- und Flirt-3-Züge erhielten Trockentransformatoren, die dank dem Verzicht auf eine Ölkühlung leichter sind. Die leistungsstarken RABe 526 erreichen eine Beschleunigung von 1,1 m/s² und eine Höchstgeschwindigkeit von 160 km/h. Die Drehgestelle mit weicher Achsführung und hydraulischen Achslenklagern schonen das Gleis, insbesondere in den engen Bogen mit nur 150 Meter Radius. Auf Signum- und ZUB-Geräte wurde verzichtet, es gelangt ausschliesslich das europäische Zugbeeinflussungssystem ETCS zum Einsatz.
Seit der Südostbahn genügend Rollmaterial zur Verfügung steht, ist in Arth-Goldau – dem Schnittpunkt des Voralpen-Express und des ebenfalls mit Traverso-Zügen verkehrenden Treno Gottardo – ein Triebzug als betriebliche Reserve stationiert.

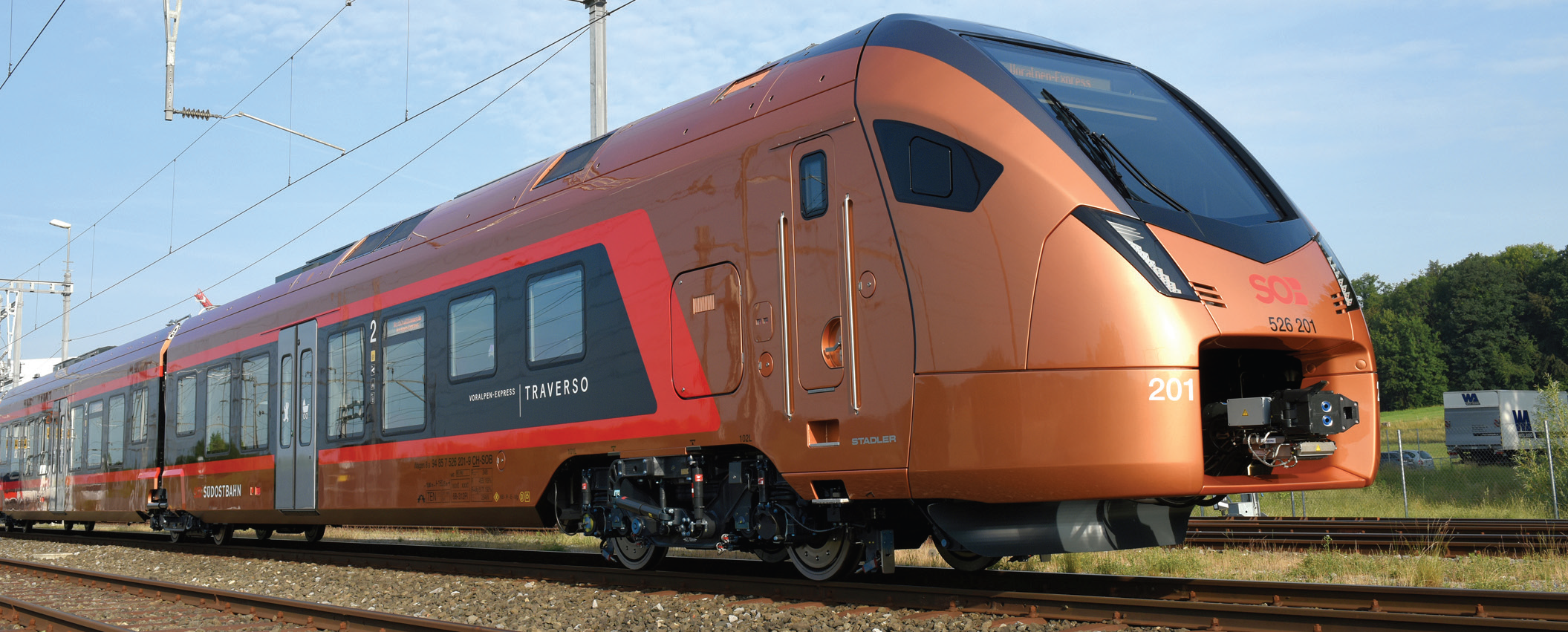
Seit dem Fahrplanjahr 2020 kommen im Voralpen-Express neue Traverso-Züge zum Einsatz

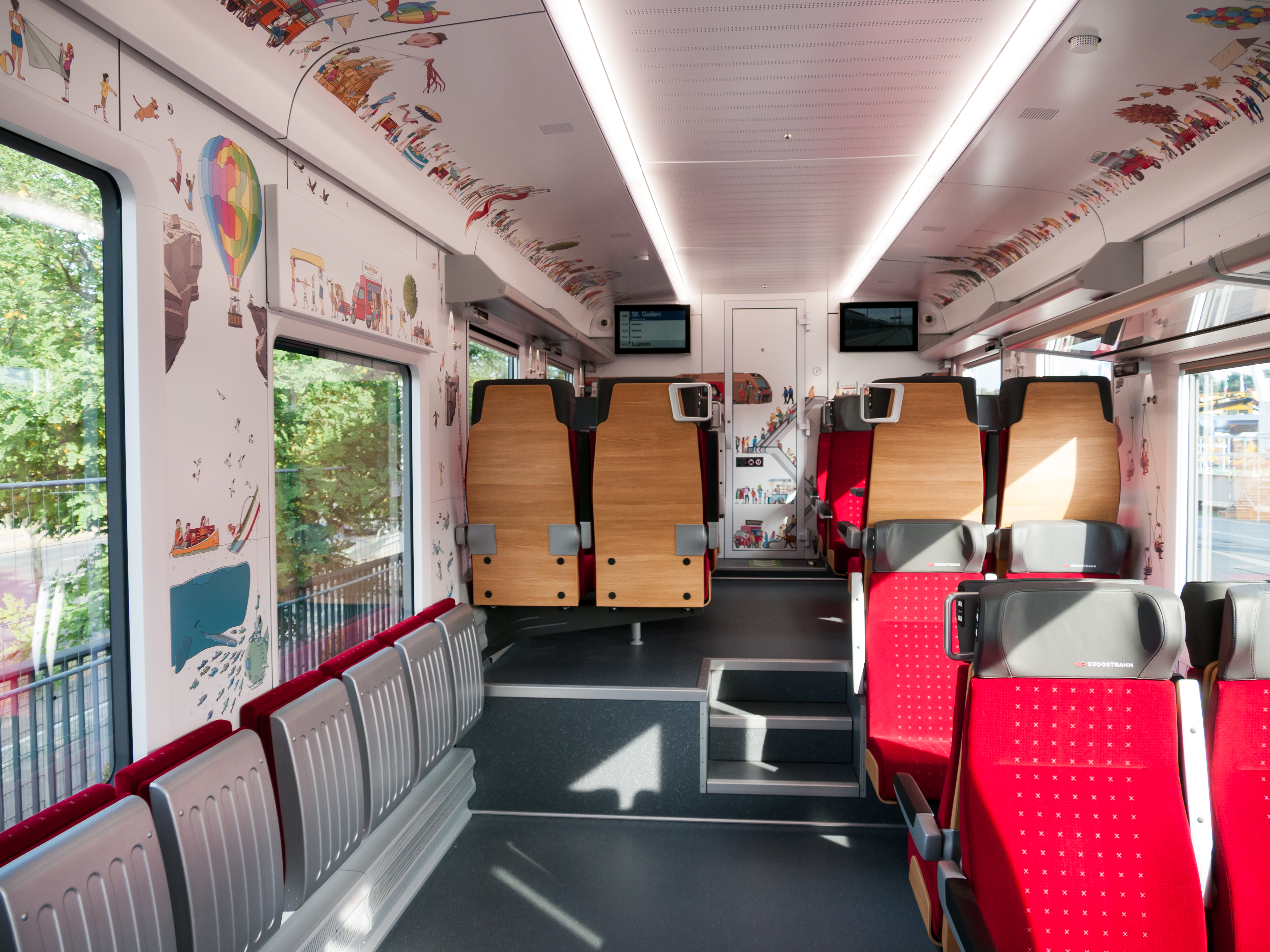
Innenraum der neuen Traverso-Züge (Familienabteil)

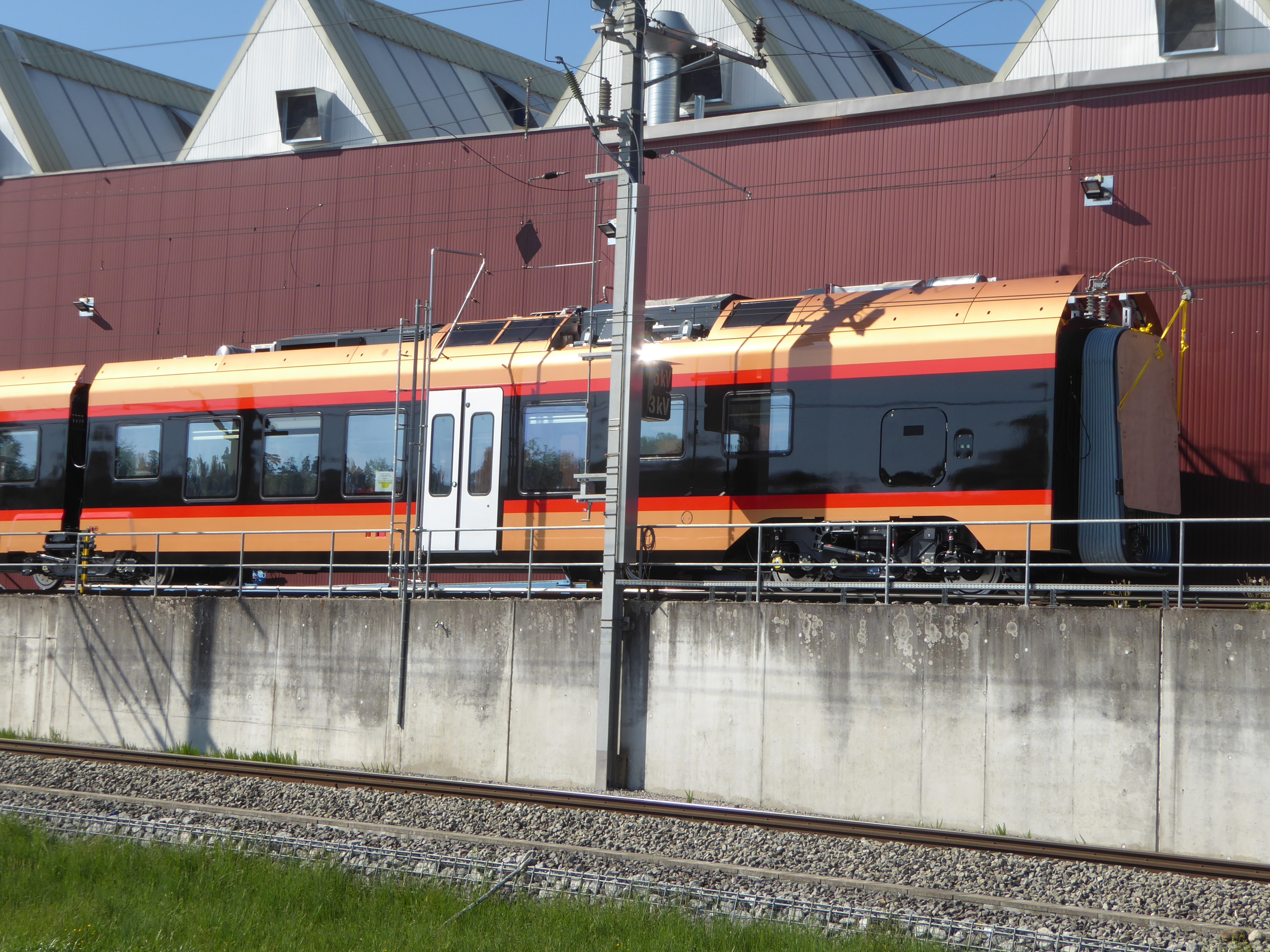
Für den Unterhalt können die Traverso getrennt werden

Verstärken und Schwächen des Voralpen-Express
| xx.57 Uhr |  |  |  |
| \| \| \| \| \| \| \| \| \| \| \| \| \| \| \| \| \| \| \| \| \| \| \| \| \| \| \| \| \| \| \| \| \| \| \| \| \| \| \| \| \| \| \| \| \| \| \| \| \| \| \| \| \| \| \| \| \| \| \| \| \| \| \| \| \| \| \| \| \| \| \| \| \| \| \| \| \| \| \| \| \| \| \| \| \| \| \| \| \| \| \| \| \| \| \| |  |  |  |
| |  |  |  |
| Strecke von rechts (außer Betrieb) · Abzweig ehemals geradeaus und nach links · Strecke von rechts |  |  |  |
| Strecke (außer Betrieb) |  |  |  |
| Strecke (außer Betrieb) · Strecke (außer Betrieb) · ehemalige Überleitstelle / Spurwechsel rechts |  |  |  |
| Strecke (außer Betrieb) · Strecke (außer Betrieb) · ehemalige Überleitstelle / Spurwechsel rechts |  |  |  |
| Strecke nach links (außer Betrieb) · Abzweig geradeaus, von links und von rechts (Strecke außer Betrieb) · Strecke nach rechts (außer Betrieb) |  |  |  |
| |  |  |  |
| Brücke über Wasserlauf (Strecke außer Betrieb) |  |  |  |
| |  |  |  |
| Haltepunkt / Haltestelle (Strecke außer Betrieb) |  |  |  |
| Strecke von links (außer Betrieb) · Abzweig geradeaus und nach rechts (Strecke außer Betrieb) |  |  |  |
| Strecke (außer Betrieb) · Strecke (außer Betrieb) |  |  |  |
| Strecke geradeaus (außer Betrieb) · Strecke (außer Betrieb) |  |  |  |
| Strecke (außer Betrieb) · Strecke (außer Betrieb) |  |  |  |
| Strecke (außer Betrieb) · Strecke (außer Betrieb) |  |  |  |
| Abzweig geradeaus, nach links und von links (Strecke außer Betrieb) · Kreuzung (Strecken außer Betrieb) |  |  |  |
| Strecke (außer Betrieb) · ehemalige Überleitstelle / Spurwechsel links |  |  |  |
| Strecke (außer Betrieb) · ehemalige Überleitstelle / Spurwechsel links |  |  |  |
| Strecke nach rechts (außer Betrieb) |  |  |  |

| xx.59 Uhr |  |  |  |
| \| \| \| \| \| \| \| \| \| \| \| \| \| \| \| \| \| \| \| \| \| \| \| \| \| \| \| \| \| \| \| \| \| \| \| \| \| \| \| \| \| \| \| \| \| \| \| \| \| \| \| \| \| \| \| \| \| \| \| \| \| \| \| \| \| \| \| \| \| \| \| \| \| \| \| \| \| \| \| \| \| \| \| \| \| \| \| \| \| \| \| \| \| \| \| |  |  |  |
| Strecke |  |  |  |
| Strecke von rechts (außer Betrieb) · Abzweig ehemals geradeaus und nach links · Strecke von rechts |  |  |  |
| Strecke (außer Betrieb) |  |  |  |
| Strecke (außer Betrieb) · Strecke (außer Betrieb) · Strecke |  |  |  |
| Strecke (außer Betrieb) · Strecke (außer Betrieb) · Strecke |  |  |  |
| Strecke nach links (außer Betrieb) · Abzweig ehemals geradeaus, von links und ehemals von rechts · Strecke nach rechts |  |  |  |
| |  |  |  |
| Brücke über Wasserlauf |  |  |  |
| |  |  |  |
| ehemaliger Haltepunkt / Haltestelle |  |  |  |
| Strecke von links (außer Betrieb) · Abzweig geradeaus und ehemals nach rechts |  |  |  |
| Strecke (außer Betrieb) · ehemalige Überleitstelle / Spurwechsel rechts |  |  |  |
| ehemalige Überleitstelle / Spurwechsel links · ehemalige Überleitstelle / Spurwechsel rechts |  |  |  |
| ehemalige Überleitstelle / Spurwechsel links · Strecke (außer Betrieb) |  |  |  |
| Strecke · Strecke (außer Betrieb) |  |  |  |
| Abzweig ehemals geradeaus, nach links und ehemals von links · Kreuzung (Strecken außer Betrieb) |  |  |  |
| Strecke (außer Betrieb) · Strecke |  |  |  |
| Strecke (außer Betrieb) · Strecke |  |  |  |
| Strecke nach rechts (außer Betrieb) · Strecke |  |  |  |

| xx.03 Uhr / xx.06 Uhr |  |                     |                     |
| \| \| \| nach St. Gallen \| \| \| \| \| \| \| \| \| \| Flirt (Verstärkung) \| \| \| \| \| Rapperswil \| \| \| \| \| Traverso \| \| \| \| \| \| \| \| \| \| \| \| \| \| \| Seedamm \| \| \| \| \| \| \| \| \| \| Hurden \| \| \| \| \| Pfäffikon SZ Nord \| \| \| \| \| \| \| \| \| \| Kreuzungsstelle \| \| \| \| \| \| \| \| \| \| \| \| \| \| \| \| \| \| \| \| Pfäffikon SZ \| \| \| \| \| Traverso \| \| \| \| \| nach Luzern \| \| |  |                     |                     |
| |  | nach St. Gallen     |                     |
| Strecke von rechts (außer Betrieb) · Abzweig geradeaus und nach links · Strecke von rechts |  |                     |                     |
| Strecke (außer Betrieb) |  | Flirt (Verstärkung) | Flirt (Verstärkung) |
| Strecke (außer Betrieb) · ehemalige Überleitstelle / Spurwechsel links |  | Rapperswil          | Rapperswil          |
| Strecke (außer Betrieb) · ehemalige Überleitstelle / Spurwechsel links · Strecke |  | Traverso            | Traverso            |
| Strecke nach links (außer Betrieb) · Abzweig geradeaus, von links und ehemals von rechts · Strecke nach rechts |  |                     |                     |
| |  |                     |                     |
| Brücke über Wasserlauf |  | Seedamm             | Seedamm             |
| |  |                     |                     |
| ehemaliger Haltepunkt / Haltestelle |  | Hurden              | Hurden              |
| Strecke von links · Abzweig geradeaus und nach rechts |  | Pfäffikon SZ Nord   | Pfäffikon SZ Nord   |
| Strecke · Strecke |  |                     |                     |
| Strecke geradeaus · Strecke |  | Kreuzungsstelle     | Kreuzungsstelle     |
| Strecke · Strecke |  |                     |                     |
| Strecke · Strecke |  |                     |                     |
| Abzweig ehemals geradeaus, nach links und ehemals von links · Kreuzung (Querstrecke außer Betrieb) |  |                     |                     |
| Strecke (außer Betrieb) · ehemalige Überleitstelle / Spurwechsel rechts |  | Pfäffikon SZ        | Pfäffikon SZ        |
| Strecke (außer Betrieb) · ehemalige Überleitstelle / Spurwechsel rechts |  | Traverso            | Traverso            |
| Strecke nach rechts (außer Betrieb) |  | nach Luzern         | nach Luzern         |

Auf dem östlichen Abschnitt St. Gallen–Rapperswil ist die Nachfrage grösser als auf dem Südabschnitt vom Zürichsee nach Luzern. Der Voralpen-Express wird auf dem Ostabschnitt von vielen Pendlern benutzt und in den Hauptverkehrszeiten mit einem Flirt verstärkt. Die Verstärkungseinheiten des Voralpen-Express sind betrieblich mit der S6 und der S40 verknüpft.

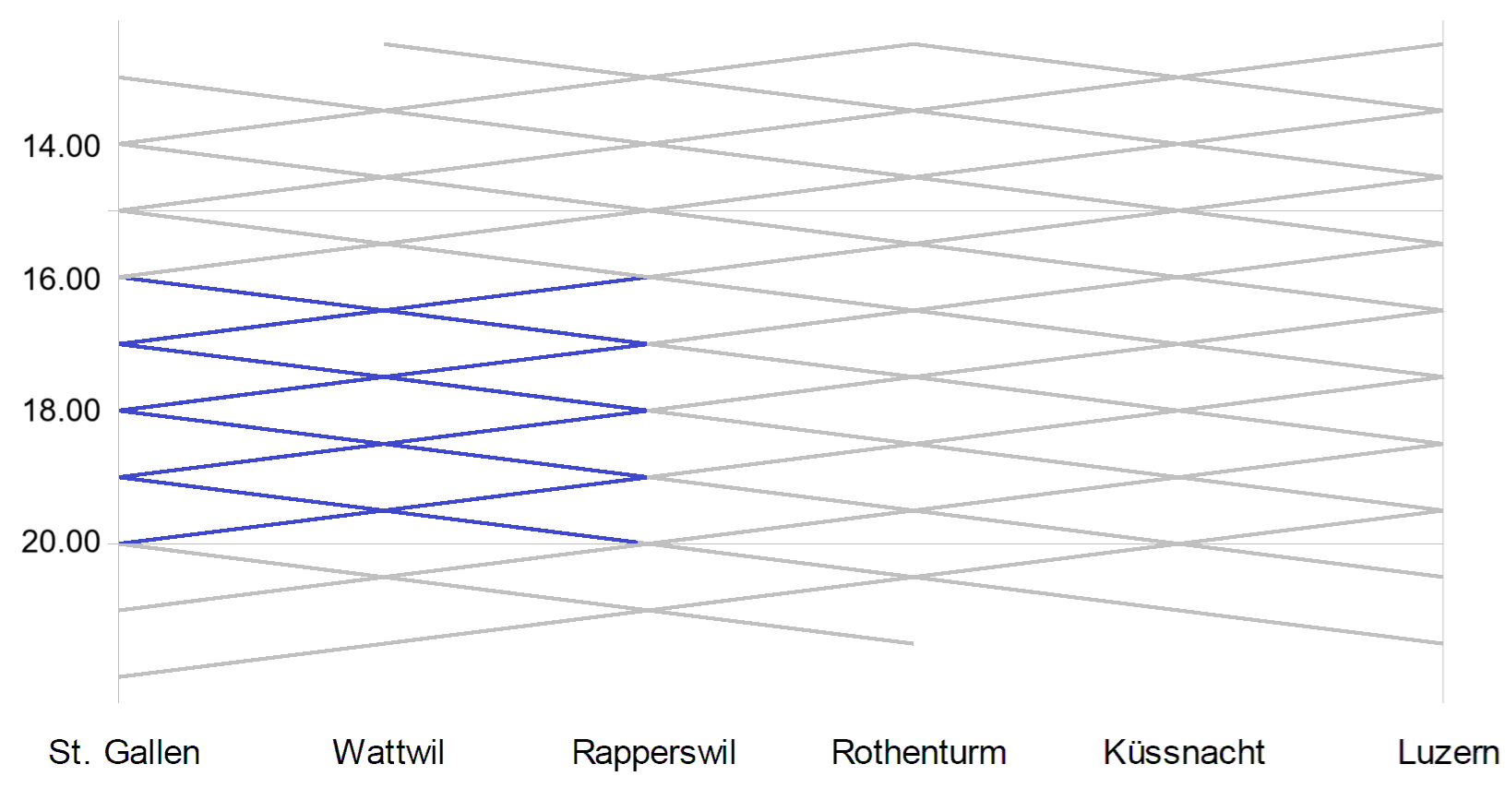
Grafischer Fahrplan (Ausschnitt, vereinfacht, Fahrplanjahr 2024)
Der Voralpen-Express wird in den Hauptverkehrszeiten zwischen St. Gallen und Rapperswil mit einem Flirt verstärkt.
• hellblau: Traverso allein
• dunkelblau:Traverso mit Flirt verstärkt

xx.52 Uhr: Ein Flirt trifft als S40 aus Einsiedeln–Pfäffikon SZ kommend im Bahnhof Rapperswil auf Gleis 2 ein und fährt ganz nach vorne. Dieser Flirt bleibt stehen und wird zur Verstärkungseinheit des Voralpen-Express nach St. Gallen.
xx.57 Uhr: Der aus St. Gallen kommende Voralpen-Express ist in Rapperswil auf Gleis 5 angekommen. Die automatische Kupplung zwischen dem Traverso und dem Flirt wird gelöst, damit der Traverso alleine nach Luzern weiterfahren kann. Die Ankunft des Voralpen-Express auf Gleis 5 ist zwingend, damit der Anschluss innert 2 Minuten auf die S5 in Richtung Uster–Zürich HB hergestellt werden kann (Abfahrt xx.59).
xx.59 Uhr: Abfahrt des Voralpen-Express nach Luzern aus Gleis 5.
xx.00 Uhr: Einfahrt des Voralpen-Express aus Luzern auf Gleis 2, kuppeln mit dem früher eingetroffenen Flirt (vorher S40).
xx.03 Uhr: Abfahrt des verstärkten Voralpen-Express nach St. Gallen. Abfahrt ab Gleis 2 zwingend, damit der Anschluss von der S5 aus Zürich HB–Uster (Ankunft xx.01) hergestellt werden kann.
xx.06 Uhr: Abfahrt des Flirt ab Gleis 5 als S40 nach Pfäffikon SZ–Einsiedeln.

### 2013 bis 2019

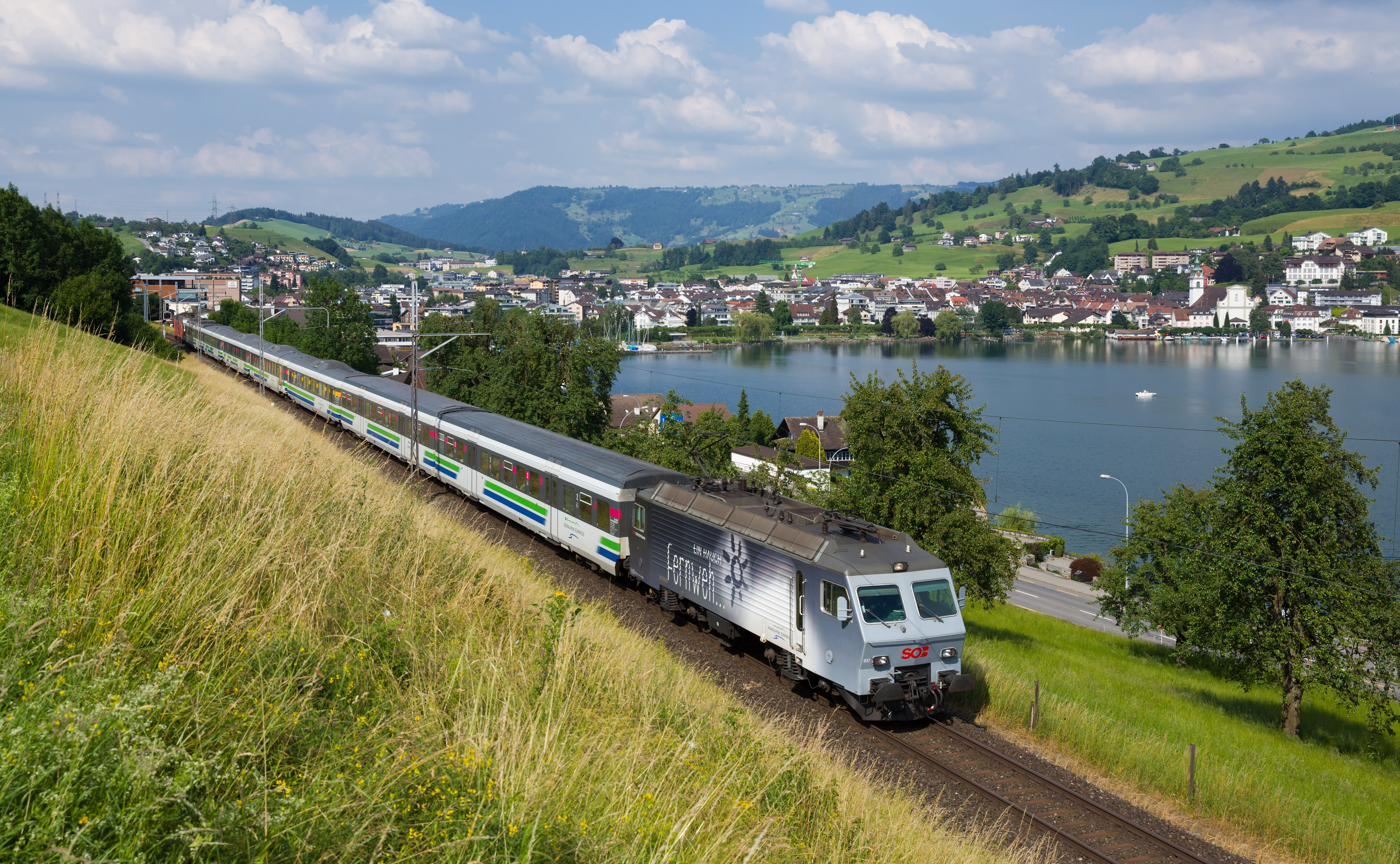
Voralpen-Express mit Werbelokomotive Re 446 017 «Fernweh» bei Küssnacht

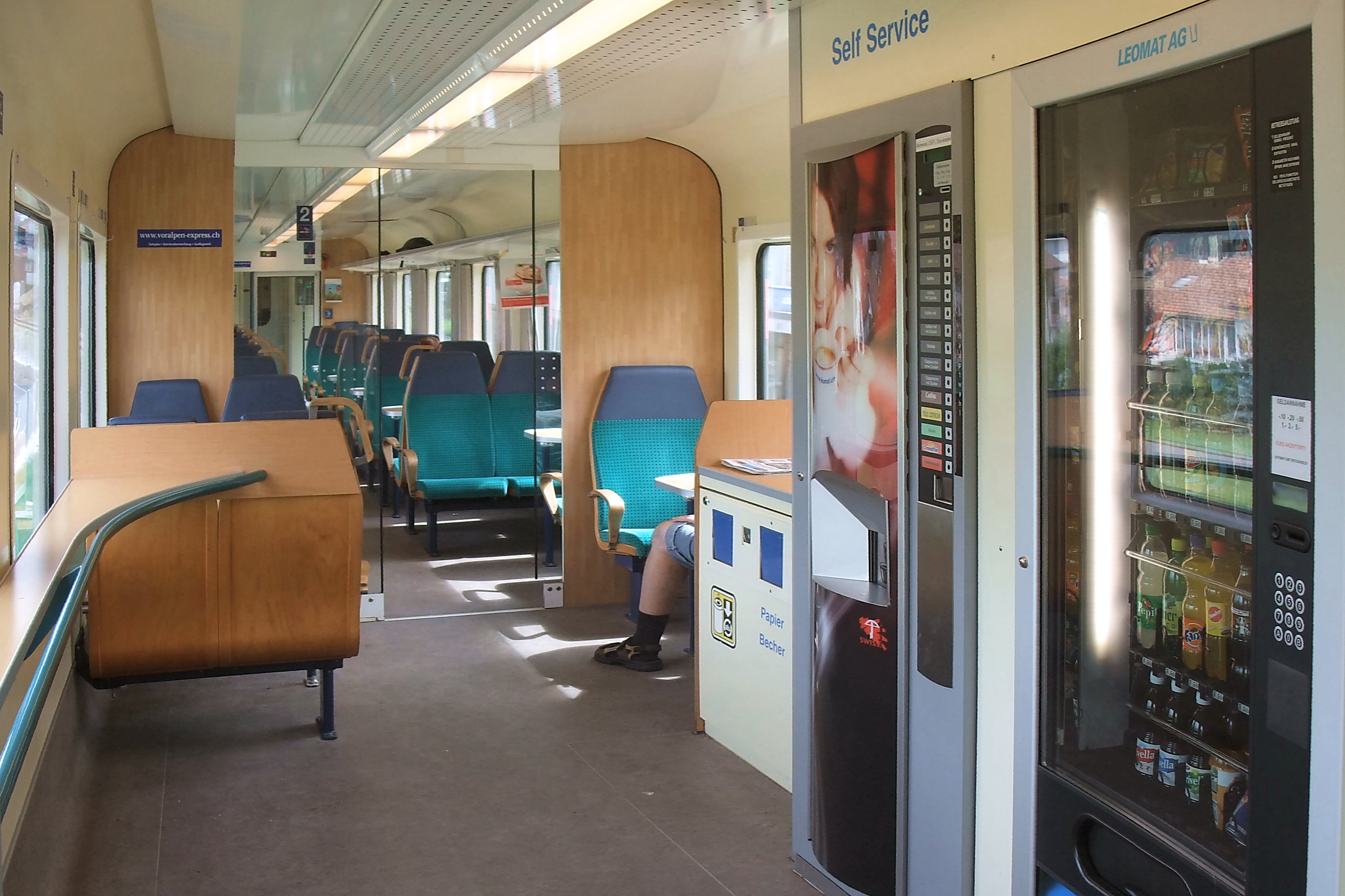
An den Verpflegungsautomaten im Bistrowagen können die Reisenden warme und kalte Getränke beziehen

Um auf die immer häufiger notwendigen Verstärkungen verzichten zu können, wurde der Zug mit sieben Wagen und je einem Triebfahrzeug an beiden Enden geführt. Dazu wurden die 11 den SBB gehörenden Revvivo-Wagen durch die SOB übernommen und das NPZ-Rollmaterial aus den 1990er-Jahren aussen farblich dem VAE-Design angepasst und mit neuen Tischchen ausgestattet. Folgendes Rollmaterial wurde eingesetzt:
- 4 Lokomotiven Re 446: 91 85 4 446 015–018 (je paarweise oder mit RBDe 561)
- 6 Lokomotiven Re 456: 91 85 4 456 091–096 (je paarweise)
- 5 NPZ-Triebwagen RBDe 561: 94 85 7 561 081–084 und 174 (je paarweise oder mit Re 446)

- 8 Revvivo-A 50 85 18-35 711–718
- A Bodan 50 85 17-35 719 (ursprünglich SBB B 6000, dann BT B 350; Reserve)
- 16 Revvivo-B 50 85 20-35 721–736 (735–736 mit scheibengebremsten Schlieren-Drehgestellen)
- 8 Revvivo-BR 50 85 20-35 741–748 (741–744 ursprünglich BT AB 251–254)
- 6 NPZ-B (1991) 50 85 29-35 781–786 (Einsatz paarweise)
- 4 NPZ-ABt (1995) 50 85 80-35 181–184 (Einsatz als Zwischenwagen)
- 3 B EW I ex BT (1967–68) 50 85 20-35 753, 754, 767 (Reserve)

Die Reihung in den Kompositionen (5 Umläufe plus 1 Reserve) war normalerweise:
- Re–ABt–B–B–BR–A–B–B–Re (4 Kompositionen)
- RBDe–A–B–B–BR–A–B–RBDe (2 Kompositionen)

Ab 2015 war es möglich, dass ein RBDe 561 und eine Re 446 zusammen verkehrten, nachdem die Vielfachsteuerungen angepasst worden waren. Zudem wurde als Reservefahrzeug der RBDe 561 174 von den SBB übernommen.

### 1999 bis 2013

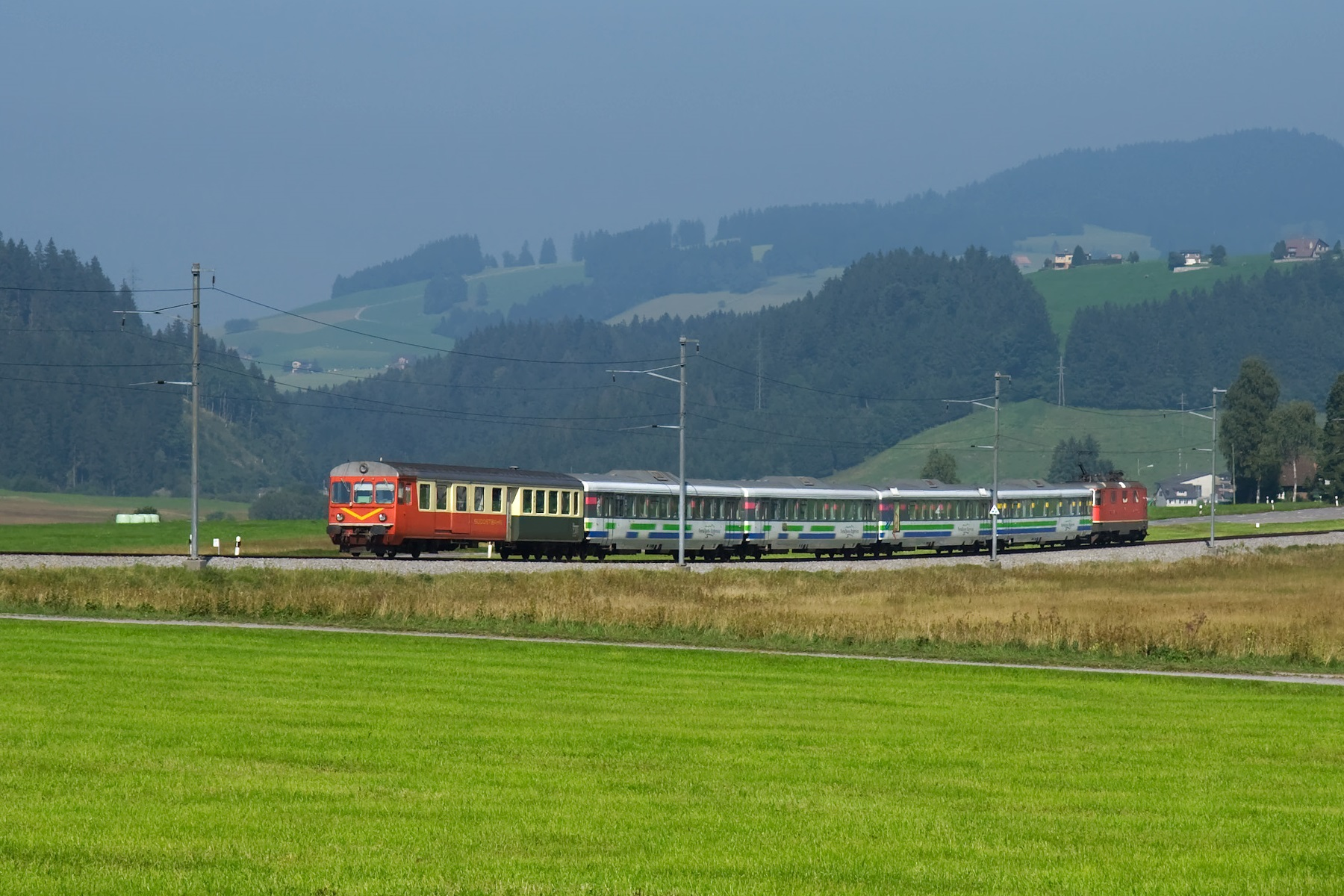
SBB Re 4/4^{II} mit Voralpen-Express zwischen Biberbrugg und Rothenthurm. Der Steuerwagen ist noch nicht im VAE-Design gehalten.

Ab Dezember 1999 war der Voralpen-Express wieder ein Pendelzug. Die SBB stellten zwei Re 4/4II und die SOB vier Re 4/4 (Re 446 und Re 456). Die Kompositionen bestanden mit Ausnahme des Steuerwagens ausschliesslich aus Revvivo-Wagen, die aus Einheitswagen I umgebaut wurden. Im Regelfall war hinter der Lokomotive ein Erst-Klass-Wagen (A) eingereiht, es folgten ein Bistrowagen (BR) mit Verpflegungsautomaten, zwei Wagen zweiter Klasse (B) und ein Steuerwagen mit Gepäckabteil (BDt). Mit einem Verstärkungswagen wurde die Lastgrenze der Loks auf 50 Promille erreicht. Wenn zusätzliche Verstärkungswagen erforderlich waren, musste zwischen Pfäffikon beziehungsweise Arth-Goldau bis Altmatt Schiebedienst geleistet werden.
Eingesetzt wurden 21 SOB-Wagen
- 5 A 50 48 18-35 222 bis 226
- 8 B 50 48 20-35 321 bis 328

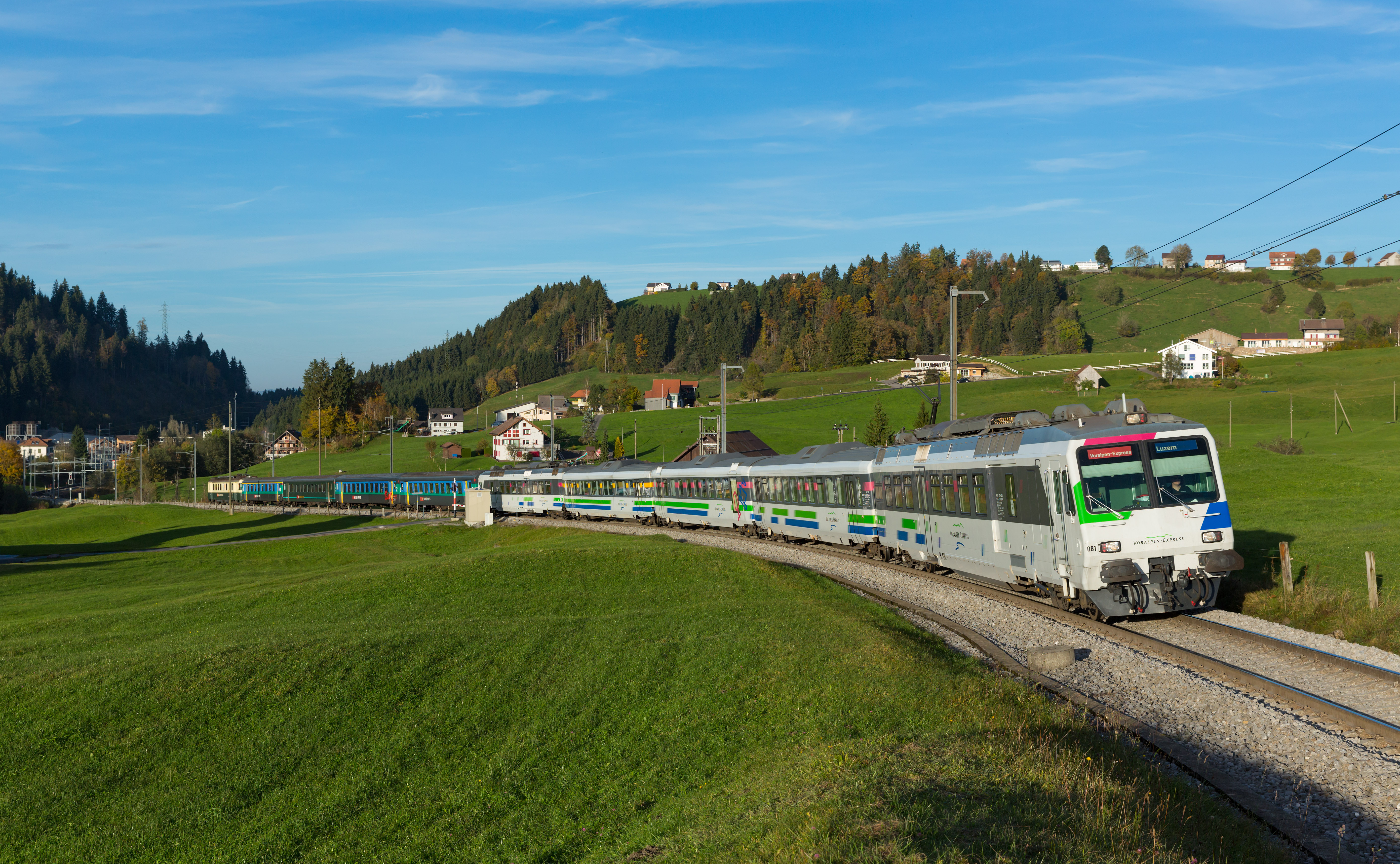
Fünfteiliger Voralpen-Express mit NPZ-Triebköpfen, verstärkt für den Olma-Verkehr mit Zusatzwagen und BDe-4/4-Schub

- 2 B 50 48 20-35 318 bis 319 (mit scheibengebremsten Schlieren-Drehgestellen)
- 6 BR 50 48 85-35 521 bis 526

und 11 SBB-Wagen
- 2 BR 50 85 85-35 700 bis 701
- 3 A 50 85 18-35 700 bis 702
- 6 B 50 85 20-35 700 bis 705

Dazu kamen die Steuerwagen der SOB
- 9 BDt 50 48 80-35 191 bis 199 (davon die letzten drei nur für Vielfachsteuerung IIId, alle mit scheibengebremsten Schlieren-Drehgestellen)

### Vor 1999

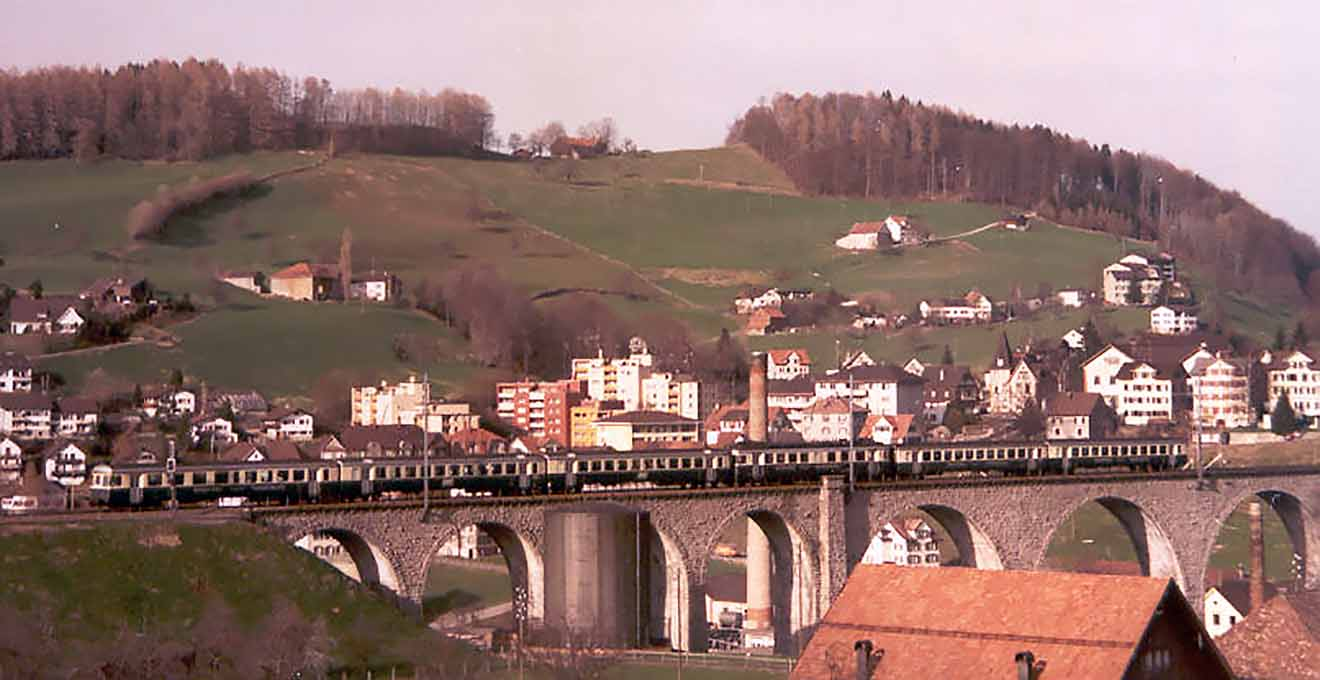
Bis 1999 setzten BT und SOB auf der «Direkten Linie» BDe-4/4-Pendelzüge ein. Vierteiliger Pendelzug mit zwei Verstärkungswagen bei Herisau.

Als Triebfahrzeuge wurden in einer ersten Phase Be-4/4-Loks der BT, die «Glaswagen» ABe 4/4 und der CFe 4/4 62 der SOB und die von den beiden Bahnen von den SBB erworbenen Fe 4/4 (vorher RFe 4/4) eingesetzt. Die SOB besass zwei Steuerwagen, die BT keine. 1959 bis 66 wurden dann von SOB und BT für die «Direkte Linie» Pendelzüge mit Hochleistungstriebwagen BDe 4/4 beschafft und mit einheitlichem grün/crème Anstrich versehen. Die SBB setzten derweil ihre etwas leistungsschwächeren BDe 4/4 ein, ab 1982 RBe 4/4 mit BDt. Schon 1944 brachte die BT ihren ersten Buffetwagen zum Einsatz, 1956 folgte die SOB, aber 1982 bei Einführung des Taktfahrplans verschwand diese Wagenart wieder. Als die Schnellzüge 1991 ihren heutigen Namen erhielten, wechselte auch ihr Erscheinungsbild. SOB und BT beschafften crème/grüne Einheitswagen IV (klimatisierte Intercity-Wagen, später an die SBB verkauft). Die BT stellte ihre damals neuen Umrichterlokomotiven Re 4/4 (später Re 456, baugleich mit SZU- und VHB-Lokomotiven) und die SOB ihre heute (wieder) den SBB gehörenden Re 4/4III. Letztere wurden gegen die vier ehemaligen SBB-Re-4/4IV-Prototypen (dann als Re 446 bezeichnet) eingetauscht. Aufgrund der 50-Promille-Steilrampen waren die Regelkompositionen relativ kurz, an Tagen mit grossem Verkehrsaufkommen musste in Doppeltraktion, mit Vorspann oder Schiebedienst gefahren werden.